# Ellychnia bivulnerus
Ellychnia bivulnerus is een keversoort uit de familie glimwormen (Lampyridae). De wetenschappelijke naam van de soort is voor het eerst geldig gepubliceerd in 1949 door Green.